# نهائي كأس فلسطين لأندية قطاع غزة 2020
نهائي كأس فلسطين لقطاع غزة 2019–20 هي المباراة النهائية للنسخة السابعة عشر من كأس فلسطين لأندية قطاع غزة .
فاز بها شباب رفح على حساب غزة الرياضي .

## الفرق
| الفريق      | مشاركة سابقة (الخط الغليظ يشير إلى بطل تلك النسخة)        |
| ----------- | --------------------------------------------------------- |
| شباب رفح    | 8 (1995 ، 1999 ، 2000 ، 2003 ، 2005 ، 2012 ، 2017 ، 2018) |
| غزة الرياضي | 3 (1986 ، 1995 ، 2010)                                    |

## النهائي
| شباب رفح | غزة الرياضي |

| شباب رفح                         | 3 – 0 | غزة الرياضي |
| -------------------------------- | ----- | ----------- |
| الريخاوي 2' ، 26' · أبو هاشم 28' | تقرير |             |

"ملاحظة": عقوبة نادي غزة الرياضي بسبب عدم استكمال المباراة.